# Cellatica
Pour l’article homonyme, voir Cellatica (vin).
Cellatica est une commune italienne de la province de Brescia, dans la région Lombardie.

## Administration
| Période                                  | Période | Identité | Étiquette | Qualité |
| ---------------------------------------- | ------- | -------- | --------- | ------- |
|                                          |         |          |           |         |
| Les données manquantes sont à compléter. |         |          |           |         |

### Hameaux
Fantasina

### Communes limitrophes
Brescia, Collebeato, Concesio, Gussago, Castegnato